# Estación de Cutamilla
Cutamilla fue un apeadero ferroviario situado en el término municipal español de Sigüenza, en la provincia de Guadalajara, comunidad autónoma de Castilla-La Mancha. En la actualidad las instalaciones están dadas de baja y no cuentan con servicio de viajeros.

## Situación ferroviaria
La estación se encuentra en el punto kilométrico 129,962 de la línea férrea de ancho ibérico que une Madrid con Barcelona a 902,4 metros de altitud, entre las estaciones de Baides y Sigüenza. El tramo es de vía doble y está electrificado.

## Historia
El tramo al que perteneció la estación fue puesto inicialmente en servicio el 2 de julio de 1862 con los 61,758 km que mediaban entre las estaciones de Jadraque y Medinaceli, dentro de la línea férrea Madrid-Zaragoza por parte de la Compañía de los Ferrocarriles de Madrid a Zaragoza y Alicante o MZA. La estación (hoy derruida) permitía la cómoda visita de personajes ilustres de la sociedad española, incluyendo a la Reina Regente, María Cristina de Habsburgo y el Rey Alfonso XII. que la utilizaban para el acceso al balneario situado en la finca particular de Monte de Cutamilla.
En la descripción de la instalación figuraba para el servicio de viajeros, equipajes y perros, solo para trenes mixtos de la línea donde está situado y la de Aranda. También hacía servicio de grande y pequeña velocidad local y combinado, siendo la carga y descarga por cuenta de los interesados. En 1941, la nacionalización del ferrocarril en España supuso la integración de MZA en la recién creada RENFE.
Desde el 31 de diciembre de 2004 Renfe Operadora explota la línea mientras que Adif es la titular de las instalaciones ferroviarias.

## La estación
No queda nada específico de la antigua estructura, salvo un pequeño descampado anexo a las vías y al paso a nivel. La estación, ya demolida, se hallaba a la derecha en sentido ascendente de kilometraje, entre sendos puentes sobre el río Henares.